# Ali Hassan Salameh
Ali Hassan Salameh (Qula, 1 de abril de 1941 - Beirute, 22 de janeiro de 1979) foi um dos líderes da organização terrorista Setembro Negro. Entre as diversas atividades terroristas a mais prolífica foi o Massacre de Munique onde parte da delegação israelita foi brutalmente assassinada em plenos Jogos Olímpicos de Verão de 1972.
Ele foi perseguido pelo serviço secreto de Israel, o Mossad, na operação Cólera de Deus, entre os anos de 1972 e 1973. Morreu num atentado com carro armadilhado, em 22 de janeiro de 1979.